# Psacaliopsis
Psacaliopsis är ett släkte av korgblommiga växter. Psacaliopsis ingår i familjen korgblommiga växter.
Kladogram enligt Catalogue of Life:
| Psacaliopsis | \| \| Psacaliopsis macdonaldii \| \| \| \| \| \| Psacaliopsis paneroi \| \| \| \| \| \| Psacaliopsis purpusii \| \| \| \| |
|              | \| \| Psacaliopsis macdonaldii \| \| \| \| \| \| Psacaliopsis paneroi \| \| \| \| \| \| Psacaliopsis purpusii \| \| \| \| |
|              | Psacaliopsis macdonaldii                                                                                                  |
|              | |
|              | Psacaliopsis paneroi |
|              | |
|              | Psacaliopsis purpusii |
|              | |